# هایپرمن
هایپرمن (به انگلیسی: Hiperman) نام گونه‌ای استاندارد مخابراتی است.
نام این استاندارد از سرنام واژه‌های انگلیسی "High Performance Radio Metropolitan Area Network" (به معنی: شبکهٔ منطقه‌ای کلان‌شهری رادیویی با عمل‌کرد بالا) درست شده‌است.
این استاندارد توسط مؤسسه استاندارد اروپا به منظور ایجاد ارتباط شبکه بی‌سیم در پهنای باند ۲ تا ۱۱ گیگا هرتز ابداع شده‌است. هایپرمن جایگزین اروپایی وای‌مکس یا آی‌تریپل‌ئی ۸۰۲٫۱۶ به‌شمار می‌رود. هایپرمن عمدتاً برای دسترسی به اینترنت بی‌سیم در یک منطقه جغرافیایی گسترده استفاده می‌شود. این استاندارد بر راه‌حل‌های پهنای باند بهینه شده برای دسترسی در باند فرکانس زیر ۱۱ گیگاهرتز (عمدتا در باند ۳٫۵ گیگاهرتز) تمرکز دارد. هایپرمن که برای شبکه‌های راه‌گزینی بسته کوچک بهینه شده، از برنامه‌های ثابت و غیرعادی پشتیبانی می‌کند و بیشتر در محیط‌های کاربری مسکونی و کوچک تجاری کاربرد دارد.

اگرچه تمرکز اصلی هایپرمن روی ترافیک مجموعه پروتکل اینترنت است لیکن قابلیت پشتیبانی از حالت انتقال ناهمگام را نیز داراست. این استاندارد همچنین از تخصیص فرکانس اف‌دی‌دی و تی‌دی‌دی و پایانه‌های اچ-اف‌دی‌دی پشتیبانی می‌کند.